# Jamar Taylor
Jamar Taylor (San Diego, 29 settembre 1990) è un giocatore di football americano statunitense che gioca nel ruolo di cornerback per gli Arizona Cardinals della National Football League (NFL). Fu scelto nel corso del secondo giro (54º assoluto) del Draft NFL 2013 dai Dolphins. Al college ha giocato a football alla Boise State University.

## Carriera professionistica

### Miami Dolphins
Considerato uno dei migliori cornerback disponibili nel Draft 2013, Taylor fu scelto nel corso del secondo giro dai Miami Dolphins. Debuttò come professionista nel Monday Night Football della settimana 4 contro i New Orleans Saints mettendo a segno un tackle. La sua stagione da rookie si concluse con 3 tackle in 9 presenze, nessuna come titolare. L'anno successivo trovò maggior spazio, disputando 12 partite, di cui le prime tre come titolare, con 30 tackle.

### Cleveland Browns
Il 30 aprile 2016, Taylor fu scambiato coi Cleveland Browns.

### Arizona Cardinals
Nel 2018 Taylor fu scambiato con gli Arizona Cardinals per una scelta del sesto giro del draft 2020.

## Statistiche
| Partite totali      | 21  |
| Partite da titolare | 3   |
| Tackle totali       | 33  |
| Sack                | 0,0 |
| Intercetti          | 0   |

Statistiche aggiornate alla stagione 2014